# Ontarijská umělecká galerie
Ontarijská umělecká galerie, anglicky Art Gallery of Ontario, zkratkou AGO je muzeum umění v kanadském Torontu. Patří k největším a nejvýznamnějším muzeím svého druhu na americkém kontinentu a jeho stálá výstava má tři těžiště: kanadské malířství, evropské malířství a sochy Henryho Moorea. Bylo založeno ze soukromé iniciativy roku 1900 pod jménem Art Museum of Toronto, roku 1919 změnilo jméno na Art Gallery of Toronto, dnešní jméno získalo toku 1966. V letech 2007 až 2008 budovu přestavěl architekt Frank Gehry.
Muzeum disponuje asi 68 tisíci exponátů. Z nejnovějšího moderního umění jsou zastoupena jména jako Cornelius Krieghoff, Tom Thomson, Emily Carr, David Milne, Paul Peele a členové skupiny Group of Seven. Starší díla zahrnují práce autorů jako Rubens,
Rembrandt van Rijn, Pieter Brueghel mladší, Tintoretto, Frans Hals, Van Gogh, Monet, Gauguin, Edgar Degas, Auguste Renoir a Picasso.